# Duomo di Ratisbona
Il duomo di San Pietro (o duomo di Ratisbona), in tedesco Dom St. Peter (o Regensburger Dom), è la chiesa cattolica maggiore della città bavarese di Ratisbona, in Germania, e cattedrale della sua diocesi.
Rappresenta un esempio di primaria importanza dell'architettura gotica, e l'opera più significativa di questo stile nella Germania meridionale.
La cattedrale è nota anche per essere la sede dello storico coro giovanile dei Regensburger Domspatzen.

## Storia

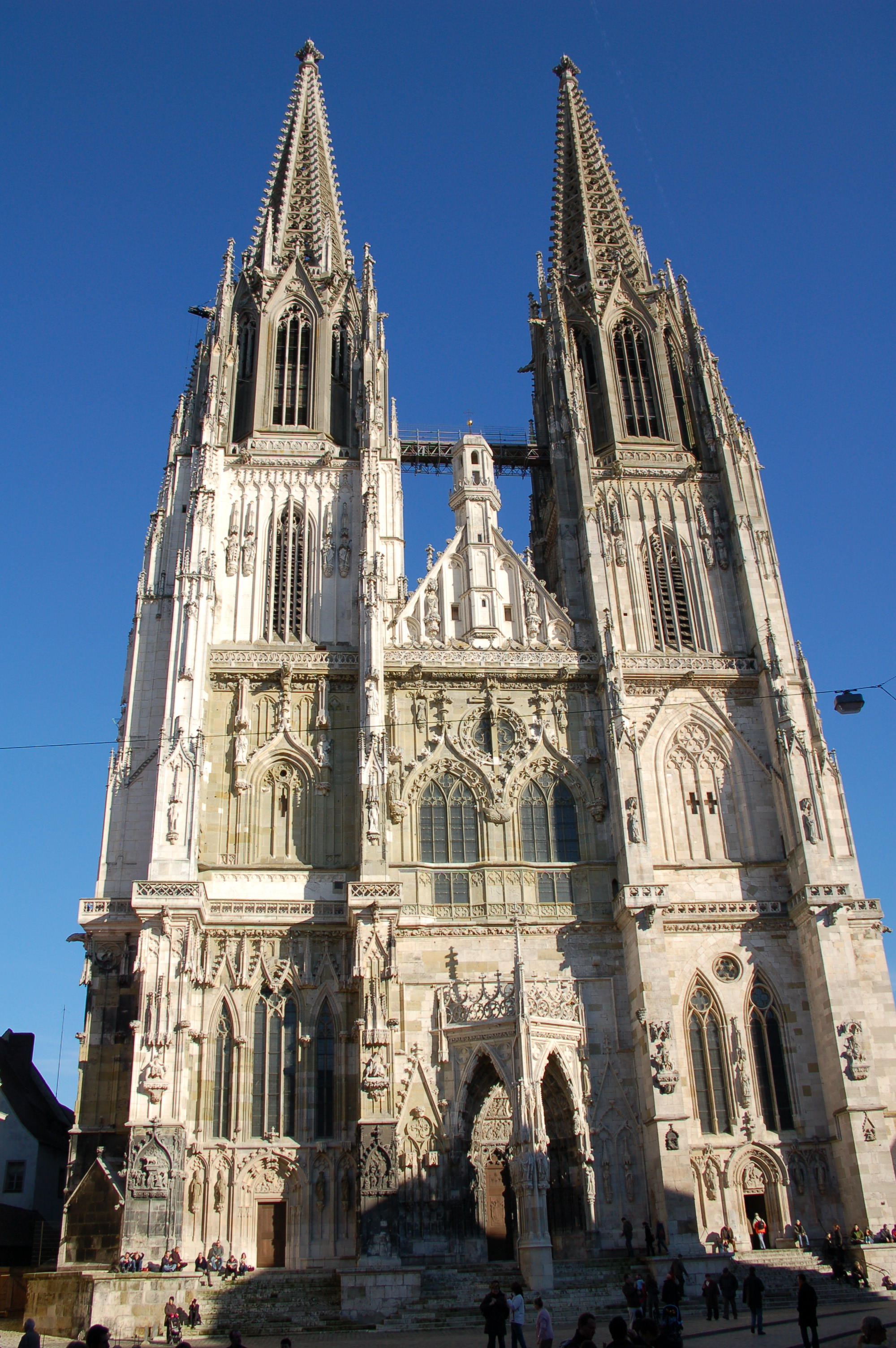
La facciata occidentale.

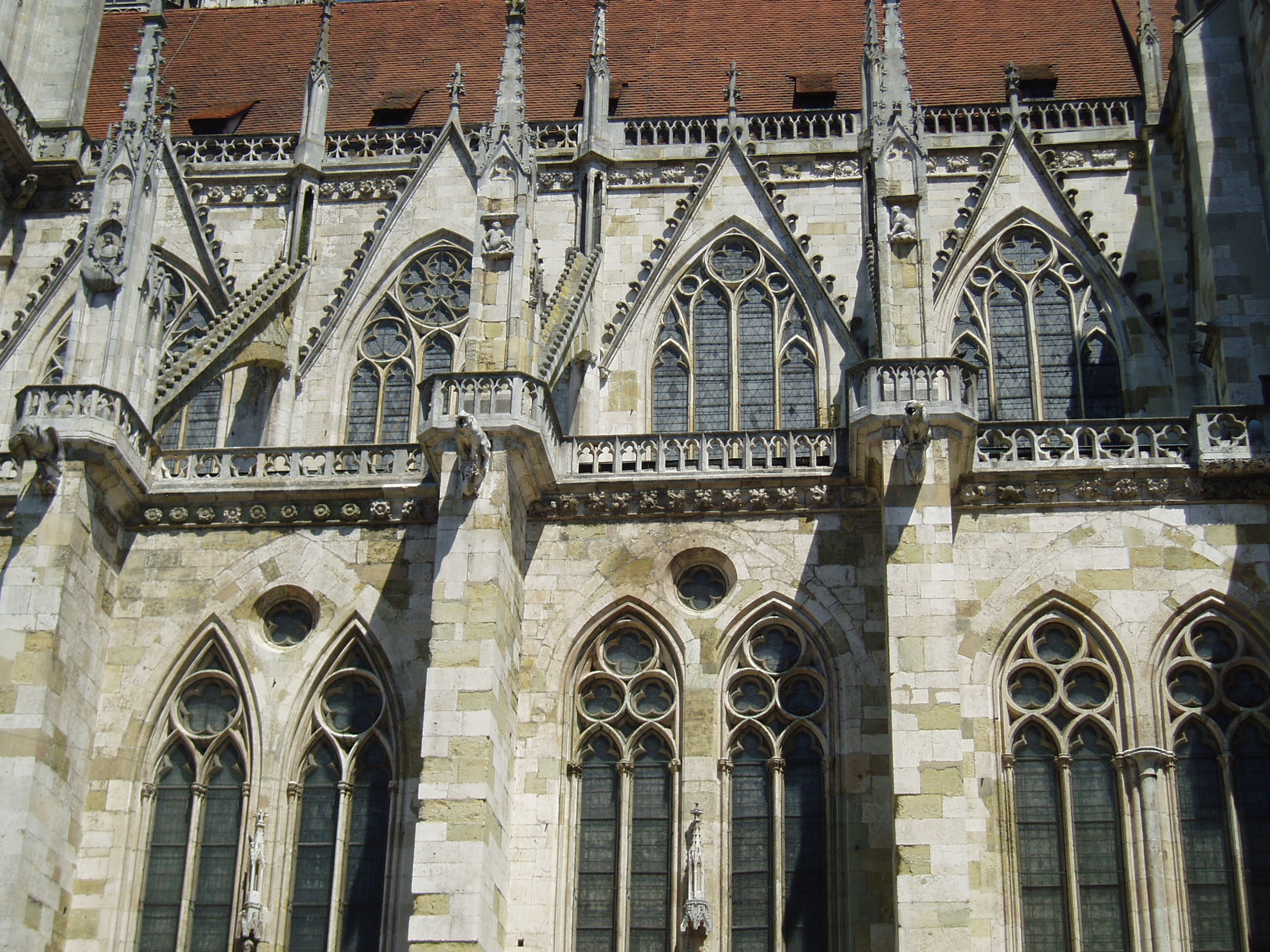
Particolare del fianco sud.

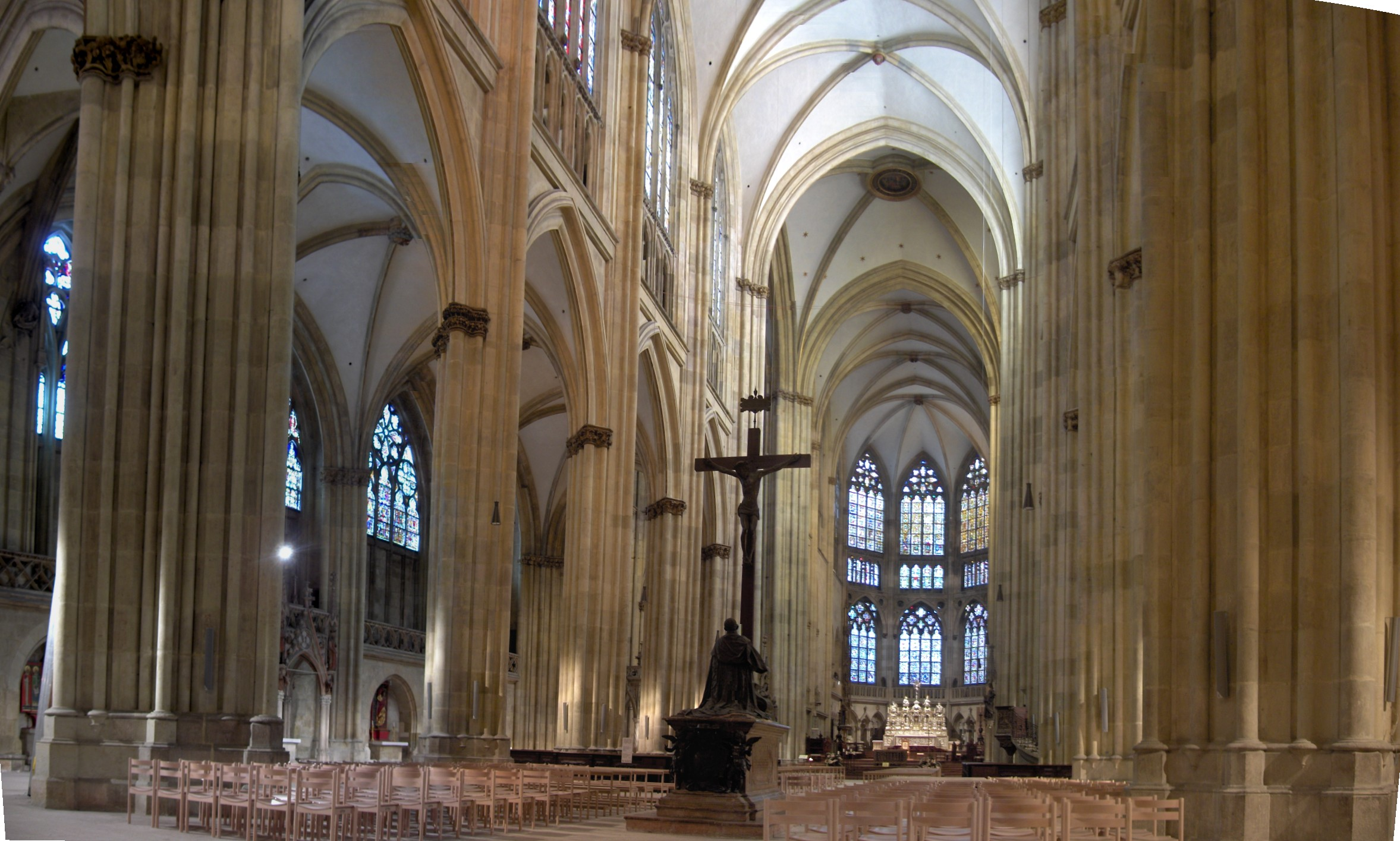
L'interno.

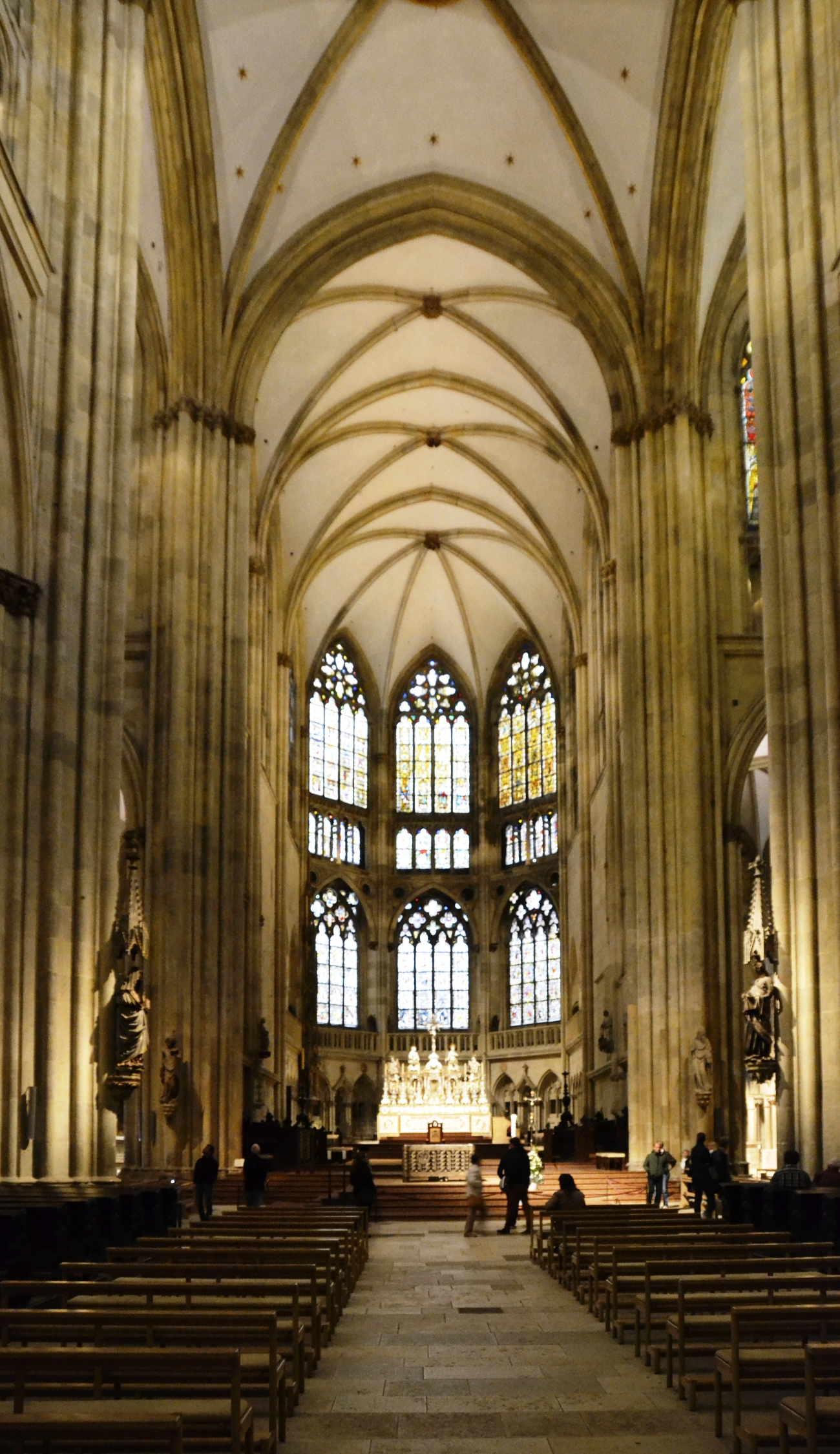
Il coro con le vetrate del '300 e l'altar maggiore d'argento.

Una prima chiesa episcopale venne costruita presso il sito dell'attuale cattedrale intorno al 700, sulla tomba di Sant'Erardo di Ratisbona. Nel 739 san Bonifacio scelse l'area della Porta Praetoria, la porta settentrionale del Castrum romano, per erigervi la sede vescovile cittadina, rimasta lì da allora fino ad oggi.
Di lì a poco venne costruita una nuova cattedrale, sulle forme di una basilica carolingia, che venne poi ampliata nei primi anni dell'XI secolo con un transetto di circa 15 metri di larghezza, due torri e un nartece.
Fra il 1156 e il 1172 l'edificio bruciò due volte. Ma fu soprattutto l'incendio del 1250, devastante, che fece decidere per la sua totale ricostruzione.
Il nuovo edificio, l'odierno, spostato un po' più a sud ovest rispetto alla vecchia cattedrale, venne iniziato dal 1273 secondo le ultime tendenze stilistiche dettate dall'architettura gotica. Iniziato il cantiere dalla parte orientale, costituita dal coro e due grandi cappelle laterali poste nello stesso asse di quest'ultimo, quest'area poté dirsi completata nel 1320. In seguito si pose mano al transetto e al piedicroce; fra il 1385 e il 1415 ci si dedicò alla facciata principale, occidentale; nel 1442 il tetto sopra la navata centrale veniva completato e fra il 1482 e il 1487 si iniziò l'elevazione delle torri gemelle e nel 1514 la costruzione del chiostro (che sarà terminato nel 1538). Intorno al 1520 l'edificio poté dirsi completato, anche se i campanili restarono incompiuti, alzati fino al terzo piano.
Fra il 1613 e il 1649 si apportarono delle modifiche in stile barocco, come la decorazione interna e l'erezione di una cupola sulla crociera; tuttavia vennero cancellate nel profondo restauro del 1828-1841 commissionato dal re Ludovico I di Baviera, in uno spirito neogotico, che vide il trasferimento degli affreschi barocchi e la demolizione della cupola. Le torri furono completate nel 1859-1869 e portate all'altezza attuale di ben 105 metri; venne in seguito eretta la guglia sulla crociera e finito il frontone del transetto sud. Nel 1870-72, dopo sei secoli di costruzioni, il duomo venne finalmente completato definitivamente. Nonostante il lento procedere dei lavori l'edificio presenta una superba unità di stile, che le ha meritato una posizione di riguardo fra le principali opere architettoniche della Germania, in particolare è considerato il capolavoro dell'architettura gotica della Germania meridionale.
Restauri di mantenimento sono stati effettuati nel 1923 e nel 2000.

## Architettura
Il duomo è un grande edificio gotico, secondo lo stile della sua fase particolare del cosiddetto gotico fiorito. È una delle più belle cattedrali gotiche della Germania, di un influsso fortemente francese, soprattutto rimarcabile nella splendida parte absidale tutta traforata da gigantesche polifore su due livelli.
Il fianco meridionale è aperto, in basso, da grandi bifore binate, serrate tra i contrafforti delle navate laterali; e in alto dalle polifore dell'esterno del cleristorio.
In cima al livello inferiore, sotto ai tetti, corre per tutto il perimetro, un fregio a motivi vegetali del 1350, sormontato da guglie, doccioni e balaustre ottocentesche. Sulla costa di ogni contrafforte, al livello base dei finestroni, sono dei gruppi scultorei di carattere simbolico realizzati intorno al 1350. Fra essi emerge una cosiddetta Judensau, una scrofa che allatta tre ebrei, posta in direzione dell'antico quartiere ebraico. Nel fronte settentrionale del transetto è addossata la romanica Eselturm, la torre dell'Asino, resto della precedente cattedrale usata come torre montacarichi per la costruzione dell'attuale duomo.

### La facciata
La facciata principale, a ovest, stretta fra le due altissime torri dalla copertura neogotica, è divisa longitudinalmente in tre parti da quattro contrafforti; e trasversalmente in quattro livelli. Il più alto è costituito dall'ultimo piano dei campanili, con le relative flèche, la parte di completamento aggiunta nel 1859-69. Segue, più in basso, il frontone centrale, slanciato dall'esile guglia aggettante, serrato dall'ultimo piano delle torri quattrocentesche. Ancora più giù un piano di grandi polifore, vetrate quelle binate centrali, e cieche le altre laterali. In basso, l'ultimo livello è il più ricco, tutto incentrato sul prezioso portale gemino centrale dal particolarissimo protiro aggettante triangolare, poggiante su un pilastro. La mirabile decorazione a statue e rilievi venne realizzata da ignoti maestri fra il 1340 e il 1430. Sulle coste dei due contrafforti di sinistra sono posti due rilievi coevi rappresentanti il Sacrificio di Isacco e l'Adorazione del Vitello d'oro.

### L'interno
L'interno del duomo, di grandi proporzioni, presenta una pianta a croce latina divisa in tre navate da pilastri a fascio che salgono a sostenere le volte a crociera; con transetto e coro. La navata centrale sviluppa tre piani, in basso, fra i pilastri, si aprono grandi archi ogivali; al di sopra corrono il triforio, aperto da vetrate, e il cleristorio, aperto da grandi polifore. Vi si custodiscono notevolissime opere d'arte e preziose vetrate.

## Opere d'arte
- Lastra tombale di Margarete Tucher, in controfacciata, realizzata in bronzo dal grande scultore tedesco Peter Vischer il Vecchio nel 1521.
- Tomba del principe vescovo Filippo Guglielmo di Baviera, nella parte occidentale della navata centrale, monumento in bronzo per il cardinale, fratello del duca Massimiliano I di Baviera, realizzato alla fine del XVI secolo.
- Gruppo dell'Annunciazione, nella crociera, detta anche "Erminoldmaria", capolavoro del cosiddetto Mastro Erminold, che scolpì e dipinse le figure di Maria e quella celebre dell'angelo Gabriele sorridente, intorno al 1280.
- San Pietro e san Paolo, statue poste nei pilastri del coro, risalenti rispettivamente al 1340 e al 1350.
- Pulpito, della navata centrale, scolpito in pietra nel 1482; vi predicò nel 1556-57 San Pietro Canisio.
- Ciborio con l'Annunciazione, posto nella navata destra, si presenta a forme di torre, è un'opera realizzata da W. Roritzer nel 1493.
- Rupertusaltar, altare di san Ruperto, con le figure dell'imperatore Enrico II l Santo e di sua moglie Cunegonda, della metà del XIV secolo.
- Altar maggiore, venne realizzato in argento tra il 1695 e il 1785 da artisti di Augusta.

### Vetrate
Preziosissime vetrate antiche sono poste ai finestroni. Nella navata centrale, le vetrate del cleristorio, con i santi, a destra; e le Storie della Vergine e Storie di santi, a sinistra, risalgono al 1325. Nel coro, sono vetrate con le Storie di Cristo e santi, della metà del XIV secolo. Quelle della facciata ovest sono state completati solo nel XIX secolo. Nel 1967-1968 Josef Oberberger realizzò le vetrate della cappella a sinistra del coro e quella della parte sinistra della polifora del transetto con la Pentecoste.

## Dimensioni
| Lunghezza totale interna: 86 m     |
| Larghezza totale interna : 34,80 m |
| Altezza delle volte: 32 m          |
| Altezza delle torri : 105 m        |

## Galleria d'immagini

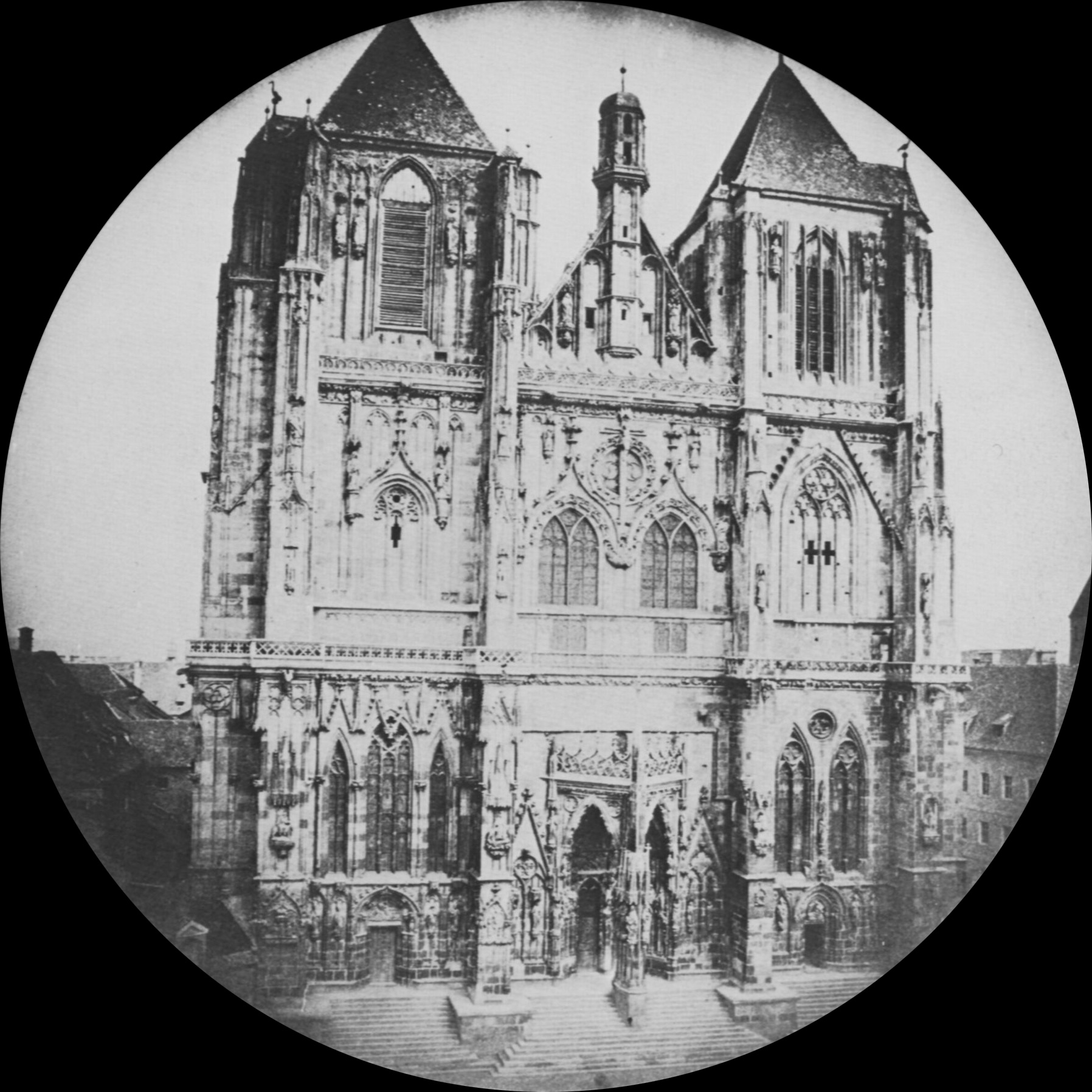
Il duomo da un'antica fotografia, prima del completamento delle torri.
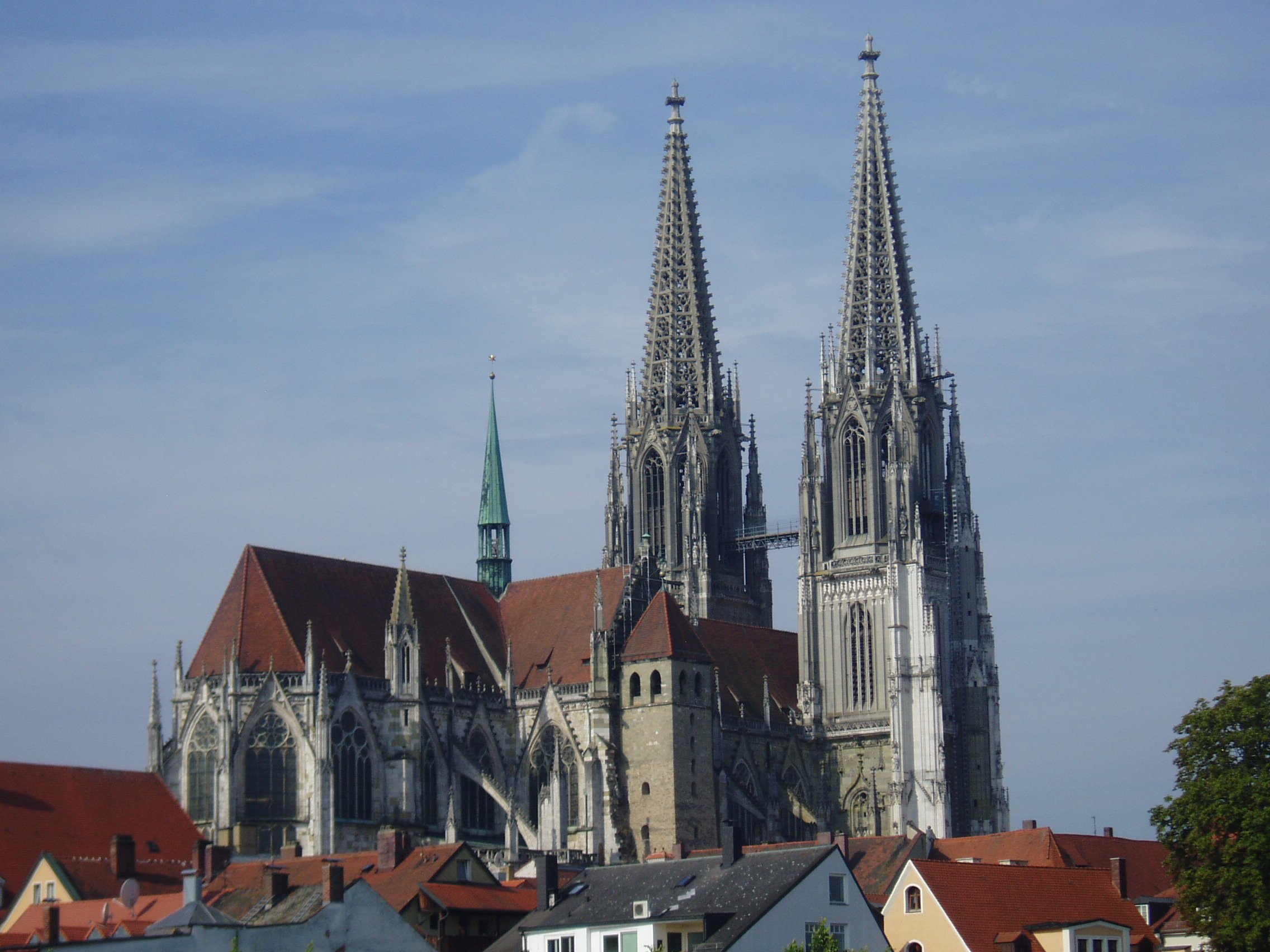
veduta del duomo.
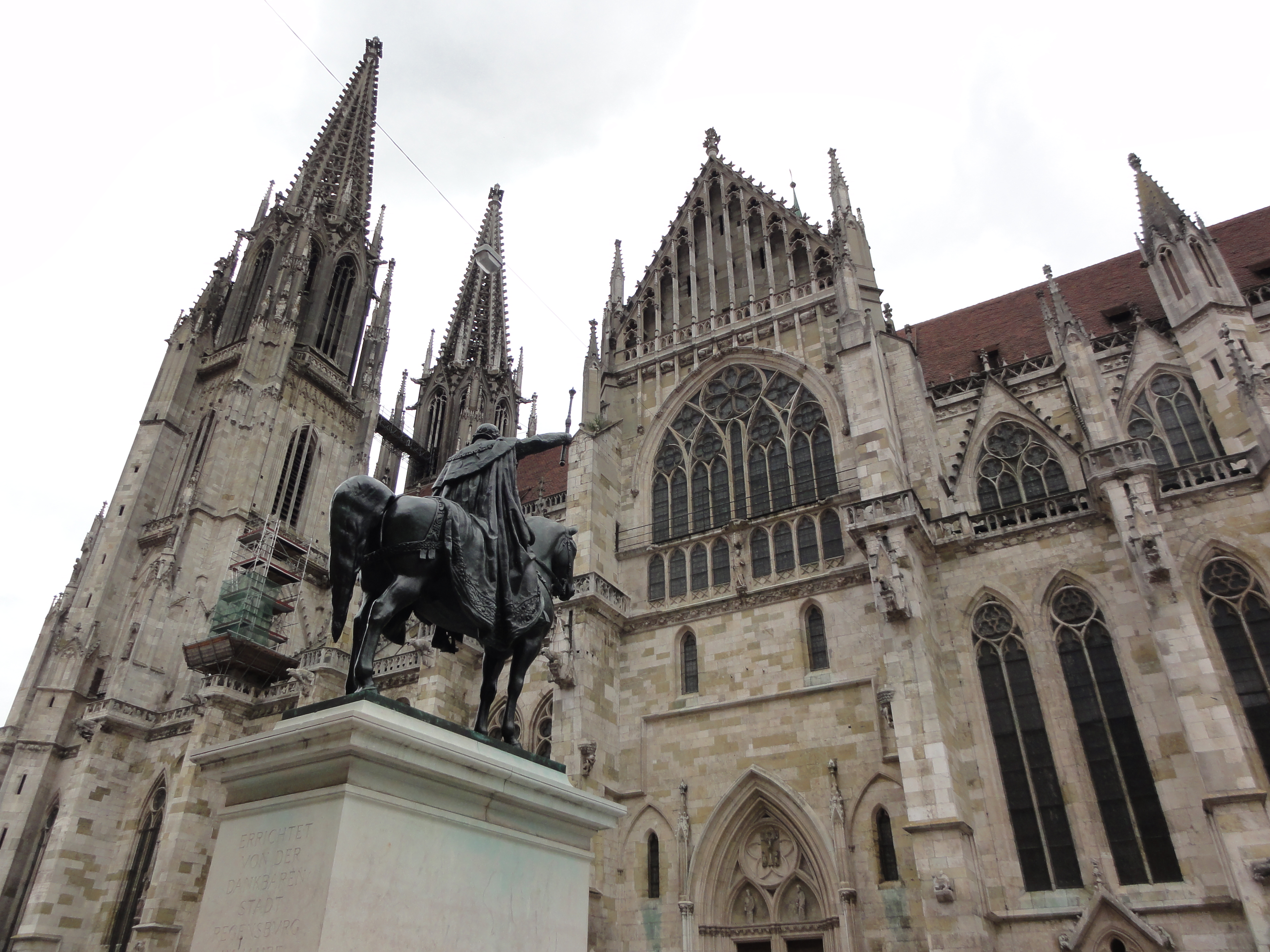
veduta del fianco sud.
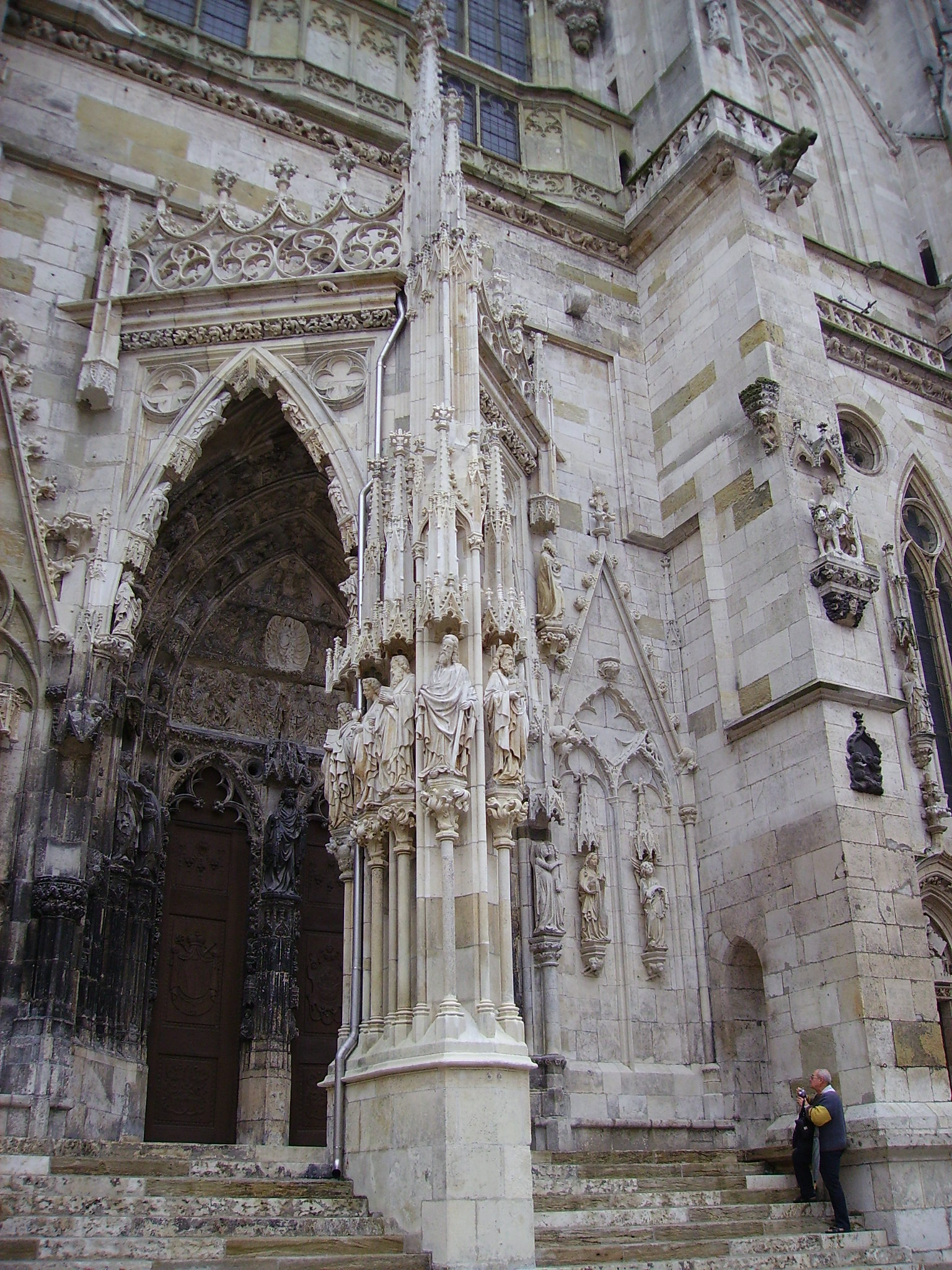
il portale principale del 1340-1430.